# الوكالة الوطنية للتشغيل والعمل المستقل
الوكالة الوطنية للتشغيل والعمل المستقل (بالفرنسية: Agence nationale pour l'emploi et le travail indépendant)‏ هي مؤسسة عمومية ذات صبغة غير إدارية تونسية، تنفيذ سياسة الحكومة التونسية للنهوض بقطاع التشغيل. تم تأسيسها في 17 فبراير 1993. تقع هذه المؤسسة تحت إشراف وزارة التشغيل والتكوين المهني.

## المهام
مهام وأنشطة الوكالة تتمثل في:
- تنشيط سوق الشغل وطنيا وجهويا ومحليا وقطاعيا خاصة عن طريق شبكة مكاتب التشغيل.
- تطوير الإعلام حول التّشغيل والكفاء ات المهنية باتجاه المنشآت وطالبي الشغل.
- تنفيذ برامج النهوض بالتّشغيل وبإدماج الشباب التي تكلفها بإنجازها سلطة الإشراف.
- تقديم المساندة الكفيلة بالنّهوض بالمنشآت الصغرى وبالعمل الحر.
- القيام بالإعلام والتوجيه المهني لطالبي التكوين بغية إدماجهم في الحياة النشيطة.
- تنظيم عمليات تشغيل اليد العاملة التونسية بالخارج والسهر على إنجازها.
- تيسير إعادة إدماج العاملين بالخارج في الاقتصاد الوطني عند عودتهم نهائيا.

## مقالات ذات صلة
- التشغيل في تونس

## روابط خارجية
- الموقع الرسمي للوكالة.